# Powiat de Zielona Góra
Pour les articles homonymes, voir Zielona Góra.
Le powiat de Zielona Góra (en polonais : « Powiat zielonogórski ») est une unité de l'administration territoriale (district) et du gouvernement local (appelé powiat) de la voïvodie de Lubusz, à l'ouest de la Pologne.
Elle est née le 1er janvier 1999, à la suite des réformes polonaises de gouvernement local passées en 1998. 
Le siège administratif (chef-lieu) du powiat est la ville de Zielona Góra (siège de la diétine régionale), toutefois la ville ne fait pas partie du territoire du powiat. Il y a cinq autres villes dans le powiat qui sont: Sulechów à 23 kilomètres au nord-ouest de Zielona Góra, Nowogród Bobrzański à 25 kilomètres au sud-ouest de Zielona Góra, Babimost à 40 kilomètres au nord-est de Zielona Góra, Czerwieńsk à 11 kilomètres au nord-ouest de Zielona Góra et Kargowa à 40 kilomètres au nord-est de Zielona Góra.
Le district a une superficie de 1 349,75 kilomètres carrés. En 2019, il compte 75 750 habitants, dont 16 925 à Sulechów, 5 036 à Nowogród Bobrzański, 4 150 à Babimost, 4 138 à Czerwieńsk, 3 641 à Kargowa et 54 716 dans la partie rurale.

## Division administrative
Le district est subdivisé en 9 gminy (communes):
- 5 communes urbaines-rurales : Babimost, Czerwieńsk, Kargowa, Nowogród Bobrzański et Sulechów;
- 4 communes rurales : Bojadła, Świdnica, Trzebiechów et Zabór.

Celles-ci sont inscrites dans le tableau suivant, dans l'ordre décroissant de la population.
| Gmina (commune)           | Type         | Superficie (km²) | Population (2019) | Chef-lieu           |
| Gmina Sulechów            | urbain-rural | 236,7            | 26 588            | Sulechów            |
| Gmina Czerwieńsk          | urbain-rural | 195,9            | 9 500             | Czerwieńsk          |
| Gmina Nowogród Bobrzański | urbain-rural | 259,4            | 9 230             | Nowogród Bobrzański |
| Gmina Babimost            | urbain-rural | 92,8             | 6 507             | Babimost            |
| Gmina Świdnica            | rural        | 160,8            | 5 769             | Świdnica            |
| Gmina Kargowa             | urbain-rural | 128,5            | 5 752             | Kargowa             |
| Gmina Zabór               | rural        | 93,3             | 3 549             | Zabór               |
| Gmina Bojadła             | rural        | 102,6            | 3 387             | Bojadła             |
| Gmina Trzebiechów         | rural        | 81,0             | 3 214             | Trzebiechów         |

## Démographie
Données du 30 juin 2005 :
| Description | Total  | Total | Femmes | Femmes | Hommes | Hommes |
| ----------- | ------ | ----- | ------ | ------ | ------ | ------ |
| Unité       | Nombre | %     | Nombre | %      | Nombre | %      |
| Population  | 89 099 | 100   | 45 221 | 50,75  | 43 878 | 49,25  |
| Urbain      | 34 954 | 39,23 | 18 008 | 20,21  | 16 946 | 19,02  |
| Rural       | 54 145 | 60,77 | 27 213 | 30,54  | 26 932 | 30,23  |

## Histoire
De 1975 à 1998, les différentes gminy de l'actuelle powiat appartenaient administrativement à la voïvodie de Zielona Góra.

Depuis 1999, la powiat fait partie de la voïvodie de Lubusz.